# Friesodielsia korthalsiana
Friesodielsia korthalsiana är en kirimojaväxtart som först beskrevs av Friedrich Anton Wilhelm Miquel, och fick sitt nu gällande namn av Cornelis Gijsbert Gerrit Jan van Steenis. Friesodielsia korthalsiana ingår i släktet Friesodielsia och familjen kirimojaväxter. Inga underarter finns listade i Catalogue of Life.